# 威尼斯 (內布拉斯加州)
威尼斯（英語：Venice）是位於美國內布拉斯加州道格拉斯縣的普查規定居民點。

## 人口
根據2020年美國人口普查的數據，威尼斯的面積為1.55平方千米，當中陸地面積為1.22平方千米，而水域面積為0.33平方千米。當地共有人口75人，而人口密度為每平方千米48.39人。